# AS Cherbourg Football
AS Cherbourg hay Association Sportive de Cherbourg Football là một câu lạc bộ bóng đá Pháp. Đội có trụ sở tại thị trấn Cherbourg, Manche ở Normandy ở tây bắc nước Pháp.

## liên kết ngoài
- Trang web chính thức Lưu trữ ngày 19 tháng 2 năm 2012 tại Wayback Machine